# Benutzerverwaltung
Benutzerverwaltung bezeichnet die Arbeiten, die ein Administrator eines EDV-Systems erledigen muss, damit die Benutzer des von ihm betreuten Systems ausschließlich die Arbeiten erledigen können, die sie machen sollen.
Diese Tätigkeiten können auch als Provisioning bezeichnet werden, werden allerdings oft nur als Tagesarbeit des Helpdesks oder des System-Administrators betrachtet.
Die Kernaufgaben umfassen u. a.:
- Benutzernamen vergeben, dabei ein
  - Benutzerkonto eröffnen
  - Initiales Passwort vergeben, und möglichst geheim dem Benutzer mitteilen
  - Rechte auf die Anwendungen zu vergeben, die der Benutzer benötigt
- Änderungen vorzunehmen an
  - Namen (Heirat etc.)
  - Passwort (wenn der Benutzer es nicht mehr weiß)
  - Zugriff (Rechte bearbeiten)
- Stilllegen des Benutzerkontos
- Löschen des Benutzerkontos

Als Benutzerverwaltung kann auch der ganze Komplex dieser Administration bezeichnet werden, wobei die Betrachtung als Prozess zum Identitätsmanagement führt.

## Active Directory Benutzerverwaltung
Das Microsoft Active Directory ist von vielen Unternehmen für die Verwaltung von Mitarbeiteridentitäten zuständig. Die Benutzerverwaltung im Active Directory umfasst das Anlegen, Ändern oder Löschen von Computerkonten, Gruppen oder Organisationseinheiten. Benutzer werden in Gruppen zusammengefasst, für die jeweilige Berechtigungsverwaltung.
Jede Benutzerinformation wird als „User Attribute“ (Attr LDAP) bezeichnet.
Beispiele von Benutzerinformation im Active Directory:
- Nachname
- Login-Name
- Telefonnummer
- E-Mail-Adresse
- Abteilung
- Personalnummer
- Passwort
- Vorgesetzter eines Mitarbeiters